# Nardt

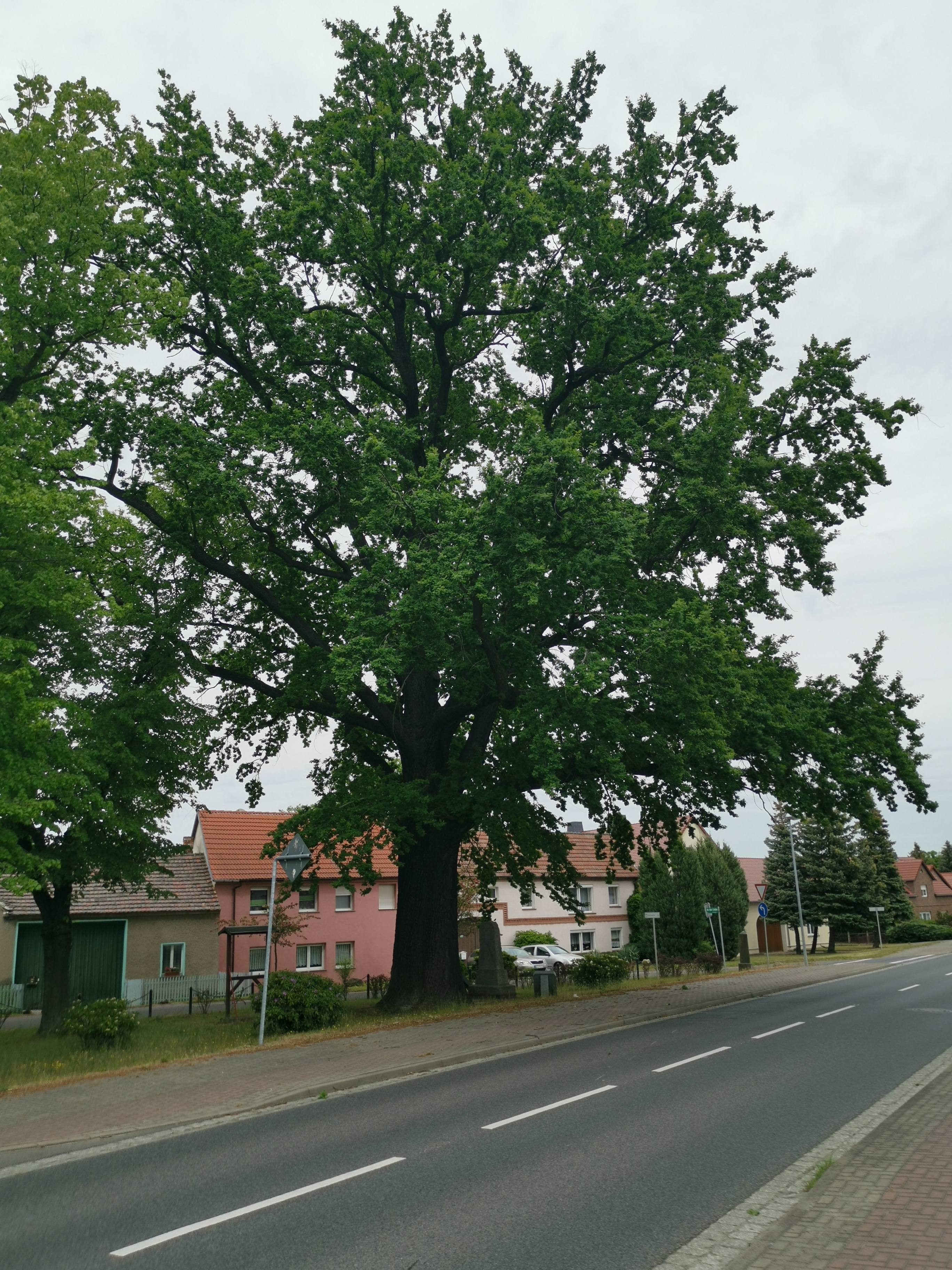
Eiche am Gefallenendenkmal in Nardt

Nardt, obersorbisch Narćⓘ, ist ein Ortsteil der sächsischen Gemeinde Elsterheide im Landkreis Bautzen. Es zählt zum offiziellen sorbischen Siedlungsgebiet in der Oberlausitz.
Es liegt im Norden der Oberlausitz im Lausitzer Seenland. Die Bundesstraße 96 führt durch den Ort.

## Geschichte
Der Ort wurde erstmals 1401 unter dem Namen Nart erwähnt. 1936 wurde Nardt im Zuge der nationalsozialistischen Germanisierung sorbischer Ortsnamen in Elsterhorst umbenannt. 1947 erhielt es seinen ursprünglichen Namen zurück. Ab 1938 befand sich unweit von Nardt das Lager Elsterhorst, ein deutsches Kriegsgefangenenlager (Stalag bzw. Oflag).
Bis 1995 war Nardt eine eigenständige Gemeinde im Landkreis bzw. seit 1952 Kreis Hoyerswerda. Seitdem ist es Teil der in diesem Jahr neugebildeten Gemeinde Elsterheide.

### Bevölkerung und Sprache
Laut der Statistik von Arnošt Muka hatte Nardt 1884 296 Einwohner, die ausnahmslos Sorben waren. Ernst Tschernik ermittelte 1956 einen sorbischsprachigen Bevölkerungsanteil von noch 55,2 %, davon 24 Kinder und Jugendliche.